# Parque botánico José Celestino Mutis
El parque botánico José Celestino Mutis es un jardín botánico de 12 hectáreas de extensión, situado cerca del Monasterio de La Rábida, en el término municipal de Palos de la Frontera, provincia de Huelva (España).
Toma nombre en honor al científico gaditano José Celestino Mutis. Existe un parque del mismo nombre en Colombia.

## Localización

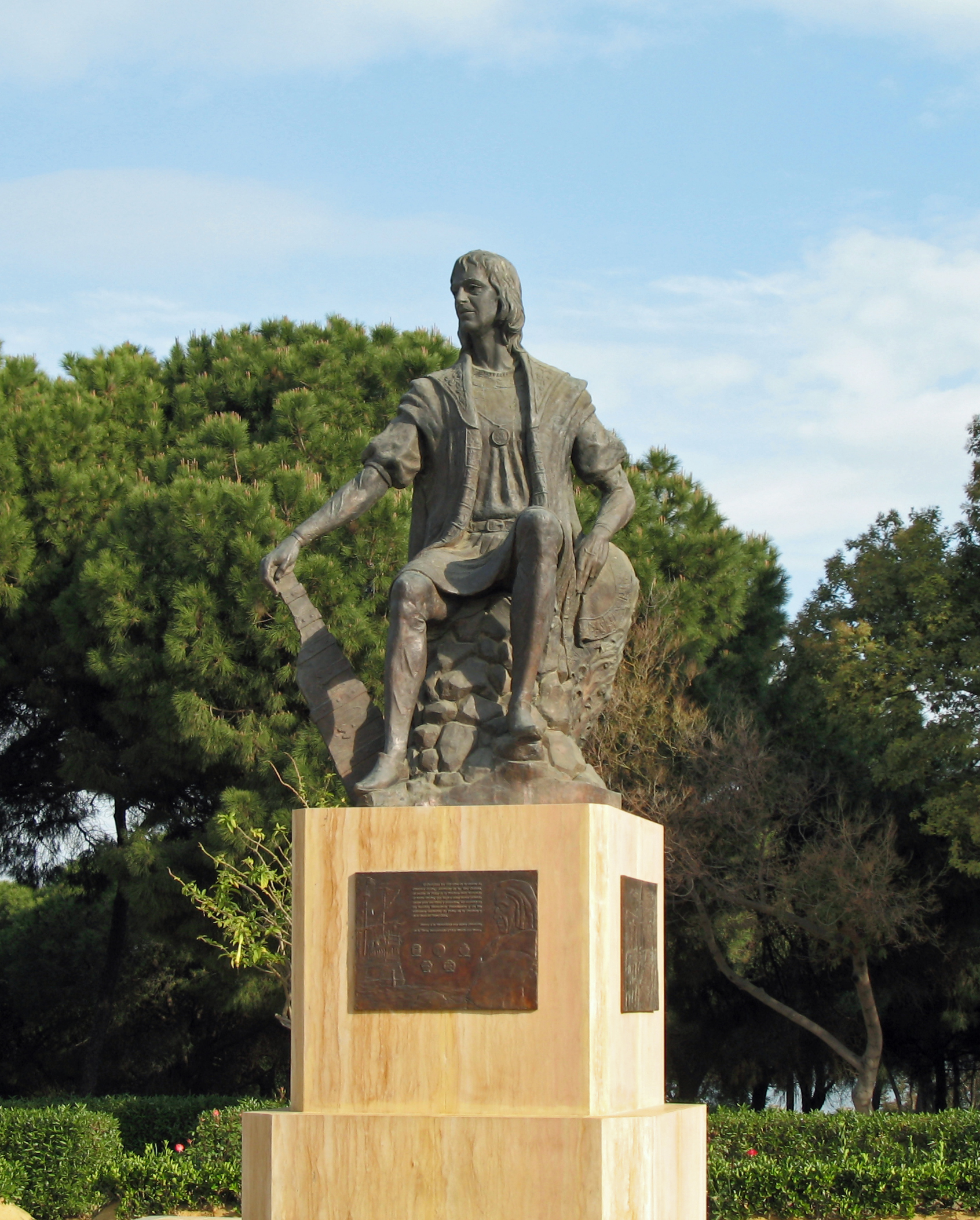
Monumento a Cristóbal Colón en los alrededores del monasterio de La Rábida

Se encuentra junto al Monasterio de la Rábida, Palos de la Frontera, provincia de Huelva, 21810, España. La entrada es libre.

## Historia
El parque fue inicialmente construido y gestionado por el Instituto para la Conservación de la Naturaleza (ICONA) y posteriormente cedido a la Diputación de Huelva y al Ayuntamiento de Palos de la Frontera, que se encargan de su gestión.
Enclavado en el paraje conocido como La Rábida (Bien de Interés Cultural con la referencia RI-51-0000003-00000), uno de los lugares colombinos por excelencia.
Fue inaugurado en 1993 con motivo del V Centenario del regreso a Palos de la Frontera de la expedición de Cristóbal Colón y con la intención de simbolizar los nexos de unión entre España y América.

## Colecciones

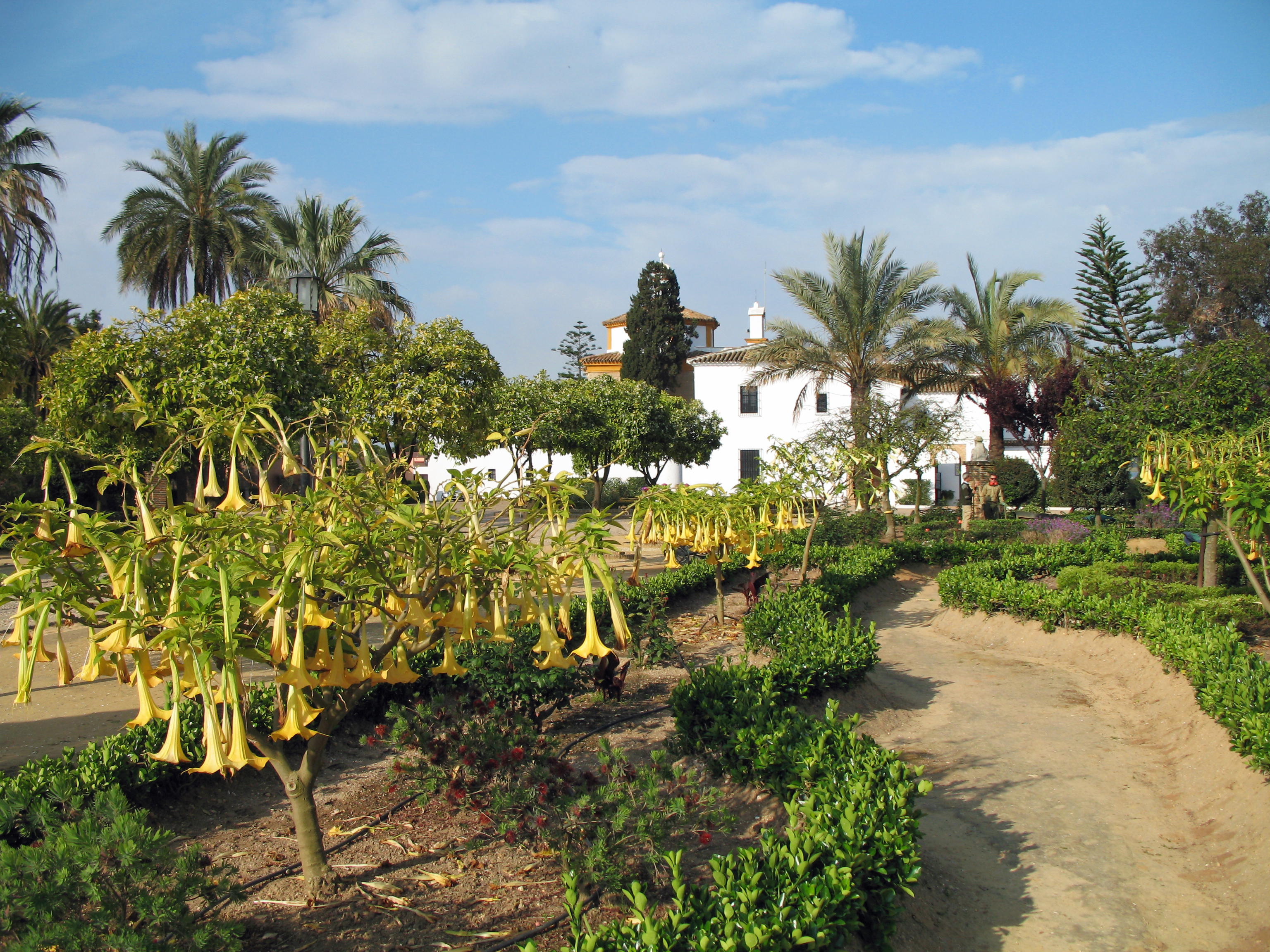
Alrededores del monasterio de La Rábida, Bien de Interés Cultural con la referencia RI-51-0000003

El diseño del jardín botánico presenta un espacio desnivelado, en el que el agua cae desde la parte alta del parque a través de escalones y diferentes estanques hasta salir junto a la entrada principal en forma de fuente-géiser.
El parque acoge numerosas especies vegetales, tanto terrestres como acuáticas, así como algunas especies de peces, anfibios y larvas acomodadas al ecosistema.
El lago con una colección de plantas acuáticas, autóctonas y foráneas, como papirus, nenúfares, cipreses de los pantanos y juncos.
Las Plazas como confluencia entre caminos, y que están dedicadas a algunos de los países americanos con su flora representativa. Desde la Plaza de América, que se ve en la parte central del parque, llamada "Valle de América", donde se recrean paisajes exuberantes propios de este continente.
En los jardines hay una importante colección de flora principalmente procedente de la península ibérica y de América del Sur. También hay otras zonas dedicadas a Asia, África y Oceanía, así como a los árboles frutales e incluso cuenta con un Paseo de plantas aromáticas.
También, en la parte baja hay un invernadero de 500 m² en cuyo interior existe un bosque tropical exótico y una colección de cactus en uno de sus laterales.